# Emirat Adamaua

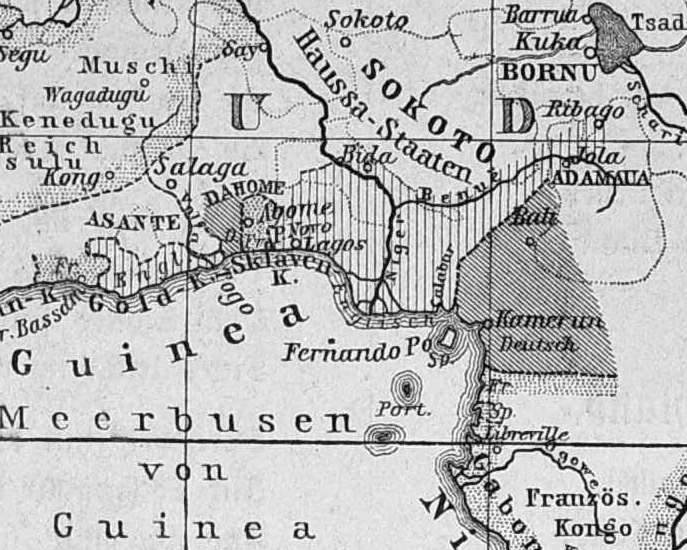
Adamaua-Reich um 1890 (oben rechts)

Das Emirat Adamaua (französisch Adamaoua) war im 19. Jahrhundert ein afrikanischer Staat auf dem Territorium der heutigen Staaten Nigeria, Kamerun und Tschad.

## Bezeichnung
Der in der europäischen Literatur verwendete Name Adamaua, nach dem ersten Machthaber Aadama, ist seit ca. 1826 belegt. Die indigene Bezeichnung lautet Fombina (= der Süden, gemeint ist der Süden des Kalifats Sokoto).

## Geschichte
Fulbische Rindernomaden besiedelten den Raum südlich und westlich des Tschadsees in einem zunächst friedlichen Migrationsprozess ab dem 14. Jahrhundert und lebten in einer Symbiose mit den autochthonen adamawa- und tschadischsprachigen Gruppen.
Staatsgründer war im Jahr 1810 der islamische Gelehrte (Moodibbo) Aadama, der 1809 von Usman dan Fodio, dem Gründer des Kalifats Sokoto, zum Führer des Dschihad im Tschadseegebiet ernannt wurde. Daher zahlte der Emir von Adamawa Tribut an den übergeordneten Kalifen von Sokoto. Die Hauptstadt wurde mehrfach verlegt. Um 1840 wurde Yola Hauptstadt. Das Territorium des Emirates erstreckte sich auf den heutigen Bundesstaat Adamawa in Nigeria und die heutigen drei nördlichen Provinzen von Kamerun (darunter die Provinz Adamaoua).
Ab 1893 stand der Norden Adamawas unter der Kontrolle des Warlords Rabih az-Zubayr, der ein kurzlebiges Reich um den Tschad-See errichtete.
1893 schlossen Großbritannien und Deutschland einen Grenzvertrag quer durch Adamawa, 1894 schlossen Deutschland und Frankreich einen Grenzvertrag. Die tatsächliche Kontrolle über das Gebiet wurde erst in den folgenden Jahren erreicht. Am 2. September 1901 wurde Yola durch britische Truppen der West African Frontier Force (WAFF) unter dem Befehl des Colonel Morland besetzt. Der flüchtige Emir Djubayru wurde durch seinen Bruder Bobbo Ahmadu b. Aadama ersetzt, der die britische Oberhoheit anerkannte. Deutsche Truppen unter Rudolf Cramer von Clausbruch besetzten 1901 bis 1902 die Subemirate Tibaati und Ngawndere. Hans Dominik besiegte im Januar 1902 im Gefecht von Miskin-Maroua die verbliebenen Truppen des Emirs Djubayru, womit der größte Teil von Adamaua unter deutsche Herrschaft geriet.

## Liste der Emire
- Modibo Adama 1810–1847 (führte nicht den Titel Emir)
- Haman Lawal b. Aadama 1847–1872
- Umaru Sanda b. Aadama 1872–1890
- Djubayru b. Aadama 1890–1901/02